# Chiesa di San Lorenzo (Padova)
La chiesa di San Lorenzo era un edificio religioso di origine medievale che si affacciava all'inizio dell'attuale via San Francesco (già Contrà San Lorenzo) a Padova, poco distante dal ponte romano omonimo. Dell'edificio si conserva solo l'edicola duecentesca che accoglie l'arca di Antenore.

## Storia
La chiesa, tra le più antiche della città, fu consacrata nel 1326 da Pietro vescovo di Nazareth. Era già esistente nell'874 e 1034. Nel 1219 è citata come "cappella" in seguito acquisì il titolo di parrocchia che mantenne sino al 1808 quanto, sulla scia delle legislazioni ecclesiastiche napoleoniche se ne decise la soppressione. La parrocchia fu assorbita dalla vicina chiesa di Santo Stefano e nel 1810 dalla chiesa di San Francesco Grande. La chiesa fu venduta a privati che la ridussero in unità abitative che vennero demolite nel 1937 per aprire piazza IX Maggio (ora piazza Antenore). Rimase fortunatamente inalterata la tomba di Antenore. Diversa fu la sorte dell'arca di Lovato Lovati che peregrinò per la città sino a trovare la posizione attuale.

Nella chiesa, oltre alle mitiche spoglie del fondatore di Padova e quelle del suo scopritore Lovato Lovati, riposavano nella cappella di Santa Francesca Romana le ossa di Lorenzo Pignoria, morto nel 1631, fu parroco di San Lorenzo e divenne poi canonico della cattedrale di Treviso. Da pochi anni, infine, è dato di sapere che nella cripta della chiesa fu tumulato Girolamo Ortis, studente friulano morto suicida in Padova il 29 marzo 1796, al quale si ispirò Ugo Foscolo, che ne conservò dunque il nome, nelle Ultime lettere di Jacopo Ortis.

## Descrizione

### Esterno
La chiesa era orientata levante-ponente. La facciata (posta a ponente), caratterizzata dalla Tomba di Antenore (a sinistra del portale maggiore) e dall'arca di Lovato Lovati (a destra del portale) si apriva verso la "corte di Santo Stefano". L'edificio era circondato da abitazioni di epoca medievale. Il fianco sinistro, lungo la quale si innalzava un loggiato gotico sostenuto da colonne (ricco di arche e iscrizioni) a protezione di un ingresso laterale, si affacciava lungo la via che si dirigeva verso Palazzo Zabarella. La chiesa era illuminata da finestre termali aperte probabilmente nel XVII secolo a sostituzione delle aperture medievali.

### Interno
Il Rossetti nella seconda metà del Settecento segnalava la pala che si trovava sull'altare dirimpetto alla porta laterale, raffigurante san Lorenzo "vestito da Levita" e due angeli, opera di Alessandro Varotari ora a San Francesco Grande. Indicava poi la pala nella cappella di Santa Francesca Romana (che si trovava vicino alla porta maggiore) raffigurante la santa con san Carlo Borromeo, lavoro di Pietro Damini. Nella cappella a destra del presbiterio si trovava una pala di Francesco Zanella (La Vergine col Bambino, san Giuseppe ed altri santi). Sull'altare maggiore si trovava un grande telero raffigurante il martirio di san Lorenzo del bolognese Giovanni Pietro Possenti.

### Organo a canne
La chiesa ospitava uno strumento di Gaetano Callido (opera 421) costruito nel 1805. Fu disperso con la soppressione della chiesa.